# Route nationale 9 (Madagaskar)
Route Nationale 9 (RN 9) is een nationale weg in Madagaskar van 382 kilometer, de weg loopt vanaf Toliara rechtsom het Ihotrymeer naar Morombe. De weg is geheel gelegen in de regio Atsimo-Andrefana.